# 虹彩六號：撤離禁區
《湯姆·克蘭西之虹彩六號：撤離禁區》，也常简称为彩虹六号：异种、R6E等，是一款恐怖战术射击游戏，由育碧蒙特利尔开发，育碧发行。它是《虹彩六號：圍攻行動》（2015年）的衍生游戏，《虹彩六號：隔離禁區》是一款多人合作游戏，玩家必须齐心协力对抗并击败一种名为Archaeans的类似寄生虫的外星威脅。该游戏将于2022年1月20日登陸Microsoft Windows、PlayStation 4 、PlayStation 5、Amazon Luna、Google Stadia、Xbox One和Xbox Series X/S。 現已終止開發，僅有伺服器維護。

## 外部鏈接
- 官方网站（英文）
- 官方网站（繁體中文）
- 官方网站（简体中文）